# Solomós
Solomós (Solomos) är en ort i Grekland.   Den ligger i prefekturen Nomós Korinthías och regionen Peloponnesos, i den sydöstra delen av landet, 70 km väster om huvudstaden Aten. Solomós ligger 113 meter över havet och antalet invånare är 743.
Terrängen runt Solomós är kuperad åt sydväst, men åt nordost är den platt. Runt Solomós är det ganska tätbefolkat, med 100 invånare per kvadratkilometer. Närmaste större samhälle är Korinth, 8,9 km nordost om Solomós. 